# Gerónimo de Mendieta
Gerónimo de Mendieta, auch Jerónimo de Mendieta (* 1525 in Vitoria; † 1604 in Mexiko-Stadt) war ein spanischer Missionar und Historiker.

## Leben
Mendieta trat dem Franziskanerorden bei und ging 1554 nach Neuspanien (Mexiko), wo er sich bald als unermüdlicher Betreuer der Indianer auszeichnete. Als er sich zwischen 1569 und 1573 in Spanien aufhielt, verbreitete er seine Ansicht, dass die Lebensbedingungen der Indianer verbessert werden müssten. Er kehrte dann in die Neue Welt zurück und hatte verschiedene Kirchenposten in der Nähe von Mexiko-Stadt inne, wo er auch starb. 1596 beendete er seine „Historia eclesiastica indiana“, die jedoch bis 1870 in Manuskriptform blieb. Das Werk beschreibt die Christianisierung der Karibik und Neuspaniens seit der Ankunft von Christoph Kolumbus und zeichnet sich durch offene Kritik an der Kolonisation aus.